# Henry Mordaunt (2e comte de Peterborough)
Henry Mordaunt, 2e comte de Peterborough (15 novembre 1621 - 19 juin 1697) est un soldat, pair et courtisan anglais.

## Jeunesse
Appelé Lord Mordaunt à partir de 1628, il est le fils aîné de John Mordaunt. Il fait ses études à Eton, sous Henry Wotton, et peu de temps avant le déclenchement de la Première guerre civile anglaise, il est envoyé en France pour se mettre à l'abri .
De retour en Angleterre en 1642, il sert pendant quelque temps dans l'armée parlementaire, où il commande la troupe de cavalerie de son père malade. En avril 1643, après la mort de son père, il rejoint le roi à Oxford et rejoint les Cavaliers et participe aux batailles de Bristol, Gloucester et Newbury en 1643. À Newbury (20 septembre 1643), il est blessé au bras et à la cuisse et son cheval est blessé par balle. Commandant d'un régiment levé à ses propres frais, il sert dans l'ouest à l'été suivant, à Cropredy Bridge et à Lostwithiel en 1644. Il est en France au cours des dernières phases de la lutte. En 1646, il retourne en Angleterre. Une entrevue privée avec Charles alors qu'il traverse Ampthill pour se rendre à Hampton Court, au cours de l'été 1647, le pousse à faire un dernier effort pour le compte du roi. En juillet 1648, il rejoint George Villiers et Henry Rich sous l'étendard royal à Dorking. Le plan est de s'emparer de Reigate, mais les insurgés sont repoussés à Kingston et finalement dispersés dans le quartier de Harrow par les forces parlementaires (7 juillet). Mordaunt est grièvement blessé mais s'enfuit à Anvers. L'année suivante, il rentre en Angleterre et récupère ses biens (mai 1649) .

## Sous Charles II
Lorsque Charles II épouse Catherine de Bragance en 1661, il acquiert l'Tanger en tant que dot et Peterborough y est envoyé comme gouverneur le 22 janvier 1662. Il y commande le Régiment de Tanger, le régiment de Harley (ex-Parlement) venu de Flandre et les vestiges de régiments royalistes, également de Flandre. La force est mal équipée, manquant de fournitures de base en combustible, en lits, en casseroles et en matériel de guerre. En avril 1662, il conclut un traité avec les Maures sous l'autorité de Khadir Ghaïlan mais lors d'une sortie désastreuse (3 mai 1662), ses forces sont complètement défaites . Confinant le reste des troupes dans l'enceinte de la ville, il rentre inopinément en Angleterre et arrive à Plymouth le 8 juin 1662. Il est renvoyé avec quelques renforts, mais est rappelé en décembre de la même année et remplacé par Andrew Rutherford et reçoit une pension généreuse .
Il sert dans la guerre des Pays-Bas, d'abord comme volontaire dans la flotte du comte de Sandwich, puis comme commandant de la Licorne lors de la bataille de Lowestoft en 1665 sous James, duc d'York. Plus tard, il commande le Prince à la bataille de Solebay en 1672.
En 1670, il est nommé porte-coton du duc d'York et ambassadeur extraordinaire le 24 février 1673 pour fixer les conditions de son projet de mariage avec Claude-Félicité d'Autriche. Cependant, il a à peine traversé la Manche lorsque la nouvelle de la détermination de l'empereur Léopold Ier d'épouser l'archiduchesse elle-même met fin au projet. Il est ensuite chargé de déterminer les attraits personnels de la princesse Marie de Modène et de plusieurs autres princesses. Mary étant choisie, il se rend à Modène au mois d'août suivant en tant qu'ambassadeur extraordinaire pour organiser la rencontre. Après s'être opposé pour des raisons religieuses, le pape Clément X refusant une dispense pour le mariage de la princesse avec un prince qui n'est pas déclaré catholique, les scrupules de la famille sont levés, Peterborough étant un substitut du duc (30 septembre 1673). Peterborough escorte ensuite la princesse en Angleterre .
Le 10 juillet 1674, il est admis au conseil privé et, en 1676, nommé comte-maréchal. En 1680, il est privé de son poste et de sa pension et exclu du conseil pour suspicion de complicité dans le complot papiste. Néanmoins, malgré sa fièvre, il s'est fait transporter à Westminster Hall pour voter contre la condamnation de Lord Stafford (7 décembre). En octobre 1681, il est convoqué en Écosse par le duc d'York, qu'il assiste à son retour en Angleterre, au mois de mars suivant. Le 28 février 1683, il est réintégré au conseil.

## Sous Jacques II
Il porte le sceptre de Saint-Édouard au couronnement de Jacques II, qui le nomme porte-coton et chevalier de la jarretière en 1685, puis colonel du 3e régiment de cavalerie. En mars 1687, il est reçu dans l'église romaine. Lorsque le roi quitte l'Angleterre en 1688, Peterborough est surpris en train de fuir avec lui. Il est emmené près de Ramsgate et incarcéré dans la tour de Londres (le 24 décembre) .
Il est démis de toutes ses anciennes fonctions et le 26 octobre 1689, il est mis en accusation avec le comte de Salisbury pour haute trahison, «en s'écartant de leur allégeance et en se réconciliant avec l'Église de Rome. » La procédure est interrompue par la dissolution qui s'ensuivit et le 9 octobre 1690, il est libéré sous caution. En février 1696, il est à nouveau soupçonné de trahison et est confiné dans sa propre maison. Il est libéré au mois de mai. Peterborough est le seigneur des manoirs de Turvey dans le Bedfordshire et de Drayton dans le Northamptonshire, et est pendant de nombreuses années lord-lieutenant du dernier comté. Il est décédé le 19 juin 1697 et est enterré dans l'église paroissiale de Turvey .

## Famille
Il épouse, en 1644, Lady Penelope O'Brien, fille de Barnabas O'Brien (en), dont il a deux filles : Elizabeth, décédée non mariée, et Mary, qui épouse Henry Howard, de qui elle divorce en 1700. La comtesse de Peterborough est dame de chambre de Marie de Modène et survit jusqu'en avril 1702 .
À sa mort en 1697, son comté est transmis à son neveu, Charles Mordaunt, et sa baronnie (qui pouvait passer par la lignée féminine) passe à sa fille, la duchesse de Norfolk. Quand elle est morte sans enfant, la baronnie est revenue aux comtes de Peterborough jusqu'à ce que ce titre se soit éteint en 1814.